# Søren (Vorname)
Søren ist ein dänischer männlicher Vorname. Die schwedische und deutsche Form des Namens ist Sören.

## Herkunft und Bedeutung
Søren ist die dänische Form des römischen Familiennamens Severinus, abgeleitet von lat. severus (ernsthaft, streng).
Von Søren in patronymischer Bildung abgeleitet ist der Familienname Sørensen.

## Namenstag
- 23. Oktober
- 7. April

## Namensträger

### Form Søren
- Søren Abildgaard (1718–1791), dänischer Biologe, Autor und Illustrator
- Søren Asmussen (* 1946), dänischer Mathematiker und Hochschullehrer
- Søren Bebe (* 1975), dänischer Jazzpianist und Komponist
- Søren Bjerg (* 1996), dänischer E-Sportler
- Søren Bobach (* 1989), dänischer Orientierungsläufer
- Søren Busk (* 1953), dänischer Fußballspieler
- Søren Christensen (Politiker) (* 1940), dänischer Gouverneur auf den Färöern
- Søren Christensen (Schauspieler) (* 1961), dänischer Schauspieler
- Søren Peter Christensen (1884–1927), dänischer Turner
- Søren Colding (* 1972), dänischer Fußballspieler
- Søren Nils Eichberg (* 1973), deutsch-dänischer Komponist, Pianist und Dirigent
- Søren Frederiksen (Fußballspieler, 1989) (* 1989), dänischer Fußballspieler
- Søren Galatius (* 1976), dänischer Mathematiker
- Søren Grammel (* 1971), deutscher Kurator und Ausstellungsmacher
- Søren Haagen (* 1974), dänischer Handballtorwart und -trainer
- Søren Hansen (Golfspieler) (* 1974), dänischer Golfspieler
- Søren Hjorth (1801–1870), dänischer Eisenbahnpionier und Erfinder
- Søren Hyldgaard (1962–2018), dänischer Komponist
- Søren Jaabæk (1814–1894), norwegischer Landwirt und Politiker
- Søren Georg Jensen (1917–1982), dänischer Bildhauer und Silberschmied
- Søren Johansen (* 1939), dänischer Statistiker und Wirtschaftswissenschaftler
- Søren Kierkegaard (1813–1855), dänischer Philosoph und Theologe
- Søren Kjærgaard (* 1978), dänischer Jazzmusiker und Komponist
- Søren Lange (* 1954), grönländischer Musiker
- Søren Larsen (* 1981), dänischer Fußballspieler
- Søren Lerby (* 1958), dänischer Fußballspieler und -trainer
- Søren Lilholt (* 1965), dänischer Radrennfahrer
- Søren Madsen (* 1976), dänischer Ruderer
- Søren Malling (* 1964), dänischer Schauspieler
- Søren Møller (* 1975), dänischer Jazzmusiker
- Søren Mørch (1933–2024), dänischer Historiker
- Søren Nissen (* 1984), dänischer Radrennfahrer
- Søren Norby (um 1470–1530), dänischer Flottenführer
- Søren Pilmark (* 1955), dänischer Schauspieler und Regisseur
- Søren Rode (1935–2023), dänischer Schauspieler
- Søren Skov (1954–2022), dänischer Fußballspieler
- Søren Sørensen (Chemiker) (S. P. L. Sørensen; 1868–1939), dänischer Chemiker
- Søren Sørensen (Turner) (1897–1965), dänischer Turner
- Søren Sørensen (Organist) (1920–2001), dänischer Organist, Musikwissenschaftler und Hochschullehrer
- Søren Thomsen (* 1947), dänischer Schauspieler
- Søren Thorborg (1889–1978), dänischer Turner
- Søren Weiss (1922–2001), dänischer Schauspieler

### Form Sørin
- Sørin Emil Müller (1856–1922), färöischer Kaufmann, Reeder und Politiker

### Form Sören
- Sören Åkeby (* 1952), schwedischer Fußballtrainer
- Sören Auer (* 1975), deutscher Informatiker
- Sören Bartol (* 1974), deutscher Politiker (SPD)
- Sören Bertram (* 1991), deutscher Fußballspieler
- Sören Börjesson (1956–2024), schwedischer Fußballspieler und -trainer
- Sören Brandy (* 1985), deutscher Fußballspieler
- Sören Claesson (* 1959), schwedischer Ringer
- Sören Dreßler (* 1975), deutscher Fußballspieler und -trainer
- Sören Eismann (* 1988), deutscher Fußballspieler
- Sören Fritze (* 1994), deutscher Basketballspieler
- Sören Gonther (* 1986), deutscher Fußballspieler
- Sören Halfar (* 1987), deutscher Fußballspieler
- Sören Lausberg (* 1969), deutscher Radrennfahrer
- Sören Meng (* 1974), deutscher Politiker (SPD)
- Sören Olsson (* 1964), schwedischer Kinder- und Jugendbuchautor
- Sören Pellmann (* 1977), deutscher Politiker (Die Linke)
- Sören Pirson (* 1985), deutscher Fußballtorwart
- Sören Prescher (* 1978), deutscher Krimi- und Phantastik-Schriftsteller
- Sören Richter (* 1984), deutscher Opern- und Konzertsänger
- Sören von Rönne (* 1962), deutscher Springreiter
- Sören Sieg (* 1966), deutscher Sänger, Liedtexter, Komponist, Arrangeur, Satiriker, Kolumnist und Autor
- Sören Sturm (* 1989), deutscher Eishockeyspieler
- Sören Urbansky (* 1980), deutscher Historiker
- Sören Vogelsang (* 1984), deutscher Musiker und Schauspieler
- Sören Voigt (Regisseur) (* 1968), deutscher Filmregisseur und Drehbuchautor
- Sören Voigt (Politiker) (* 1971), deutscher Politiker (CDU)
- Sören Wibe (1946–2010), schwedischer Ökonom und Politiker
- Sören Wunderlich (* 1979), deutscher Schauspieler

## Varianten
- männlich: Severin, Servatius, auch Sjören
- weiblich: Severina